# Unione dei comuni della Bassa Romagna
L'Unione Bassa Romagna è un'unione di comuni nata dall'accordo tra nove comuni italiani della provincia di Ravenna. Ne fanno parte Alfonsine, Bagnacavallo, Bagnara di Romagna, Conselice, Cotignola, Fusignano, Lugo, Massa Lombarda e Sant'Agata sul Santerno.

## Descrizione
Il territorio dell'Unione dei comuni della Bassa Romagna è situato nel cuore della provincia di Ravenna, a ovest del capoluogo di provincia e al centro di importanti vie di comunicazione. Storicamente l'area coincide in gran parte con i territori romagnoli che nel XV e XVI secolo appartennero al Ducato di Ferrara e poi, dopo la devoluzione di Ferrara allo Stato Pontificio, alla Legazione di Ferrara. Viene per questo chiamata anche Romagna estense o Romagna ferrarese.
I comuni aderenti hanno affidato all'ente i seguenti servizi: bilancio, personale, sviluppo economico e promozione territoriale, promozione turistica, entrate comunali, edilizia e programmazione territoriale, servizi educativi, istituzioni culturali, socio-sanitario, casa e politiche abitative, informatica, statistica e protezione civile.

## Storia
La prima forma di unione sovracomunale fu l'Associazione Intercomunale della Bassa Romagna, costituita il 1º gennaio 2000. Mise insieme i nove comuni del lughese più Russi. 

Successivamente venne implementato, sotto l'egida della Regione, il progetto di Unione. Solo il comune di Russi decise di non farne parte. Il processo di convergenza terminò nel 2007 e dal 1º gennaio 2008 l'Unione di comuni divenne realtà, costituendosi a tutti gli effetti come ente pubblico territoriale dotato di personalità giuridica e governato da un presidente, da una giunta (costituita da tutti i sindaci dei comuni aderenti) e da un consiglio, composto da una rappresentanza dei consigli comunali.
Nel 2013 l'Unione è stata tra i primi enti in Italia ad aver siglato un contratto telematico.